# Il fanatico burlato
Il fanatico burlato è un dramma giocoso in due atti di Domenico Cimarosa su libretto di Francesco Saverio Zini.
La prima rappresentazione ebbe luogo al Teatro del Fondo di Napoli durante la primavera del 1787. Fu successivamente revisionato e tradotto in tedesco e messo in scena come Der adelsüchtige Bürger a Mannheim nel 1791.
Opera non di certo tra le più note del compositore partenopeo, è conosciuta soprattutto per la sinfonia che introduce l'opera, una delle migliori ouverture cimarosiane, carica di brio, vivacità e brillantezza. Il resto dell'opera, in alcune parti, specie i recitativi abbastanza lunghi e prolissi, forse impropriamente non è ritenuta all'altezza della sinfonia, tranne che per il terzetto Che dolce cosa è amare, l'aria Qui ne stava io poverina, pastorella innocentina, l'aria di Don Fabrizio Figlia cara benedetta e altri brani all'interno della commedia. L'opera è un lavoro molto complesso e tipico del grande compositore.
La vicenda ruota intorno al protagonista Don Fabrizio, eccentrico Barone del fantomatico territorio del Cocomero, che si fa abbindolare dall'amante della figlia e con una farsa turchesca viene da lui nominato Gran Mammalucco.
Dopo questo lavoro Cimarosa interruppe inspiegabilmente la sua attività di operista per quasi un anno.

## Discografia
- Direttore Carlo Felice Cillario, Orchestra Sinfonica di San Remo, Coro Cilea di Reggio Calabria, interpreti: Giancarlo Ceccarini, Gabriella Morigi, Antonio Marani, Mario Bolognesi, Daniela Uccello, Enrico Cossutta - Savona, Teatro Chiabrera, Live 20-11-1988 - DDD - Arkadia/Agorà (2 CD)
- Direttore Carlo Felice Cillario, (Il fanatico burlato, Drottningholm 1983) Asker, Reinhardt-Kiss, Linden (video)